# Stenodrina aeschista
Stenodrina aeschista är en fjärilsart som beskrevs av Charles Boursin 1937. Stenodrina aeschista ingår i släktet Stenodrina och familjen nattflyn. Inga underarter finns listade i Catalogue of Life.